# Apple Podcast
Apple Podcast（アップル・ポッドキャスト）は、Appleによって開発されたオーディオ/ビデオストリーミングサービスおよびメディアプレーヤーアプリ。2005年6月にリリースされたiTunes 4.9でサポートを開始し、2012年6月にモバイルアプリをリリースした。2014年9月からはiOSに内蔵されている。現在、Apple Podcastディレクトリには200万以上の番組が収録されている。iOS、iPadOS、macOS、tvOS、watchOS、visionOS、CarPlay、Microsoft Windows、Amazon Alexaなどで利用できる。
アプリはiPhoneなどのAppleデバイスに内蔵されている。料金は基本的に無料だが、有料のものもある。ダウンロードすればオフラインでの視聴も可能である。GUIは、同社のミュージックアプリとほぼ同様で、再生速度を変更する機能などがある。

## 歴史
Appleはポッドキャストの初期のプロモーターであり、2005年6月にリリースされたiTunes 4.9に再生機能を追加し、iTunes Music Storeに 3000番組から始まる番組のディレクトリを構築した。2020年4月、Apple Podcastの番組数は100万番組を超えた。2021年6月、Appleはクリエイターがチャンネルを通じて有料サブスクリプションを実装できるオプションを開始した。

### マーケットシェア
Apple Podcastsは、2021年3月の米国の月間リスナー数は推定2800万人、市場シェアは23.8%と推定され、最初の月は米国トップのポッドキャスティングプラットフォームであるSpotifyに対して後れを取った。これは、2018年のAppleの市場シェア34%から減少した結果である。

## 各種プラットフォーム

### iOS、tvOS、watchOS、visionOS
iOS 6の新機能として2012年6月11日のWWDCで発表され、新しいポッドキャストを見つけるための「ステーション」、ストリーミング再生機能などを備えた単体のPodcastアプリは、iOS 5.1以降を搭載のiPhone、iPod touch、iPad向けに 同月26日にApp Storeで早期リリースされた。iOS 5.1.1まではiTunes（現 iTunes Store）アプリからミュージックアプリにコンテンツを直接ダウンロード（Apple IDやPCは不要）して、Podcast項目内から視聴可能であった。iOS 6では直接ダウンロードする場合、iOS 7以降ではPCから同期する場合でもPodcastアプリのインストールは必須となった。 また、CarPlayでもアプリを利用できる。iOS 8〜9.3.6ではiBooks（現 ブック）と共に削除不可のアプリとして内蔵された。
Apple TVでは、2012年9月24日リリースのApple TV ソフトウェア 6へのアップデートで第2世代と第3世代に単体のPodcastアプリが導入された。 tvOSを使用するApple TV HD (旧称 第4世代)は、2015年10月に発売されたが、ポッドキャストの機能はなかった。 これは、CM、デモ、開発者用ドキュメントのホーム画面にアイコンが表示されていたにも関わらずであった。 その後Podcastアプリは、2016年1月26日にリリースされたtvOS 9.1.1で追加された。
またApple Watchでは、2018年9月17日にwatchOS 5で追加された。visionOSを使用するApple Vision Proでもポッドキャストアプリが内蔵されている。
2024年3月6日、iOS/iPadOS 17.4でポッドキャストアプリの「書き起こし文章」機能に対応した。英語、フランス語、ドイツ語、スペイン語で利用できる。

### macOS、Windows
macOSおよびMicrosoft Windows用のApple Podcastは、当初iTunesアプリの一部として利用可能であったが、2005年6月のバージョン4.9でポッドキャストのサポートが追加された。
AppleはWWDC19で、macOS Catalinaのリリースに伴い、macOS用iTunesアプリが分割され、ミュージック、TV、Podcastの3つのアプリに置き換えられると発表した。Windowsでは2024年現在、専用アプリは存在せず、iTunesアプリを引き続き利用できる（無料のもののみ）。
またPCやAndroidデバイスのブラウザからApple Podcast Webプレイヤーを利用してのストリーミング再生も可能。無料のものは基本的にApple Accountなしでも視聴できる。

### スマートスピーカー、その他
HomePodもサポートされている。また、2019年12月にAmazon Echoのサポートも開始された。
2023年12月、Teslaの対応車種でApple Podcastアプリが利用可能となった。
iPod ソフトウェアでのPodcastアプリは（iOS搭載のiPod touch以外の）iPodに内蔵されており、PCでダウンロードしたデータを同期して、視聴できる。

## Apple Podcasts Award
2022年に始まった米国での企画。
| # | 年   | 受賞作品                               | 注釈   |
| - | ---- | -------------------------------------- | ------ |
| 1 | 2022 | Slow Burn                              | [ 17 ] |
| 2 | 2023 | Wiser Than Me with Julia Louis-Dreyfus | [ 18 ] |
| 3 | 2024 | Hysterical                             | [ 19 ] |

## 評価
Apple Podcastsに対するレビューは、賛否両論ある。 2012年、Engadgetは「iTunesの乱雑さを打破する機会を提供する」と述べた。 2017年、Slateは不具合と低音質を批判した。 2019年、Vultureはこのアプリを「残念」、「購読などの基本的な機能に関してさえ、必要最低限でかなり不格好」だと評した。